# خوان فيرا
خوان فيرا (بالإسبانية: Juan Vera)‏ (و. 1453 – 1507 م) هو كاهن كاثوليكي إسباني، ولد في إسبانيا، توفي في روما، عن عمر يناهز 54 عاماً.

## مناصب
تولى منصب List of camerlengos of the Sacred College of Cardinals ‏ (منذ 1504)
- كاردينال[2]
- مطران كاثوليكي

.